# Rob Barrett
Robert Barrett, poznat kao Rob Barrett (Buffalo, 29. siječnja 1969.), američki je gitarist i glazbenik. 
Najpoznatiji je kao gitarist death metal-sastava Cannibal Corpse. Pridružio mu se 1993. kao glavni gitarist i tako zamijenio Boba Rusaya, a u njemu je svirao sve do 1997. godine. Godine 2005. ponovno mu se pridružio, ali kao ritam-gitarist. 
Osim u Cannibal Corpseu Barrett je svirao i u sastavima Solstice, Dark Deception, HatePlow, Malevolent Creation i Eulogy.

## Diskografija
Cannibal Corpse (1993. – 1997., 2005. – danas)
- The Bleeding (1994.)
- Vile (1996.)
- 15 Year Killing Spree (2003., kompilacijski album)
- Kill (2006.)
- Evisceration Plague (2009.)
- Global Evisceration (2011., koncertni album)
- Torture (2012.)
- Torturing and Eviscerating Live (2013., koncertni album)
- A Skeletal Domain (2014.)
- Red Before Black (2017.)
- Violence Unimagined (2021.)

HatePlow (1994. – 2004.)
- Everybody Dies (1998.)
- The Only Law Is Survival (2000.)

Malevolent Creation (1992., 1998. – 2005.)
- Retribution (1992.)
- The Fine Art of Muder (1998.)
- Envenomed (2000.)
- The Will to Kill (2002.)
- Warkult (2004.)

Solstice (1990. – 1993.)
- Solstice (1992.)